# Kim Hyang-Mi
Kim Hyang-Mi, född 19 september 1979, är en nordkoreansk bordtennisspelare som tog individuellt OS-silver i Aten år 2004. I finalen förlorade hon mot Zhang Yining, men silvret var ett överraskande formbesked då hon fått platsen till olympiska spelen tack vare ett wild card. Vid världsmästerskapen i bordtennis 2001 i Osaka tog hon silver i lagtävlingen. 